# Negah Amiri

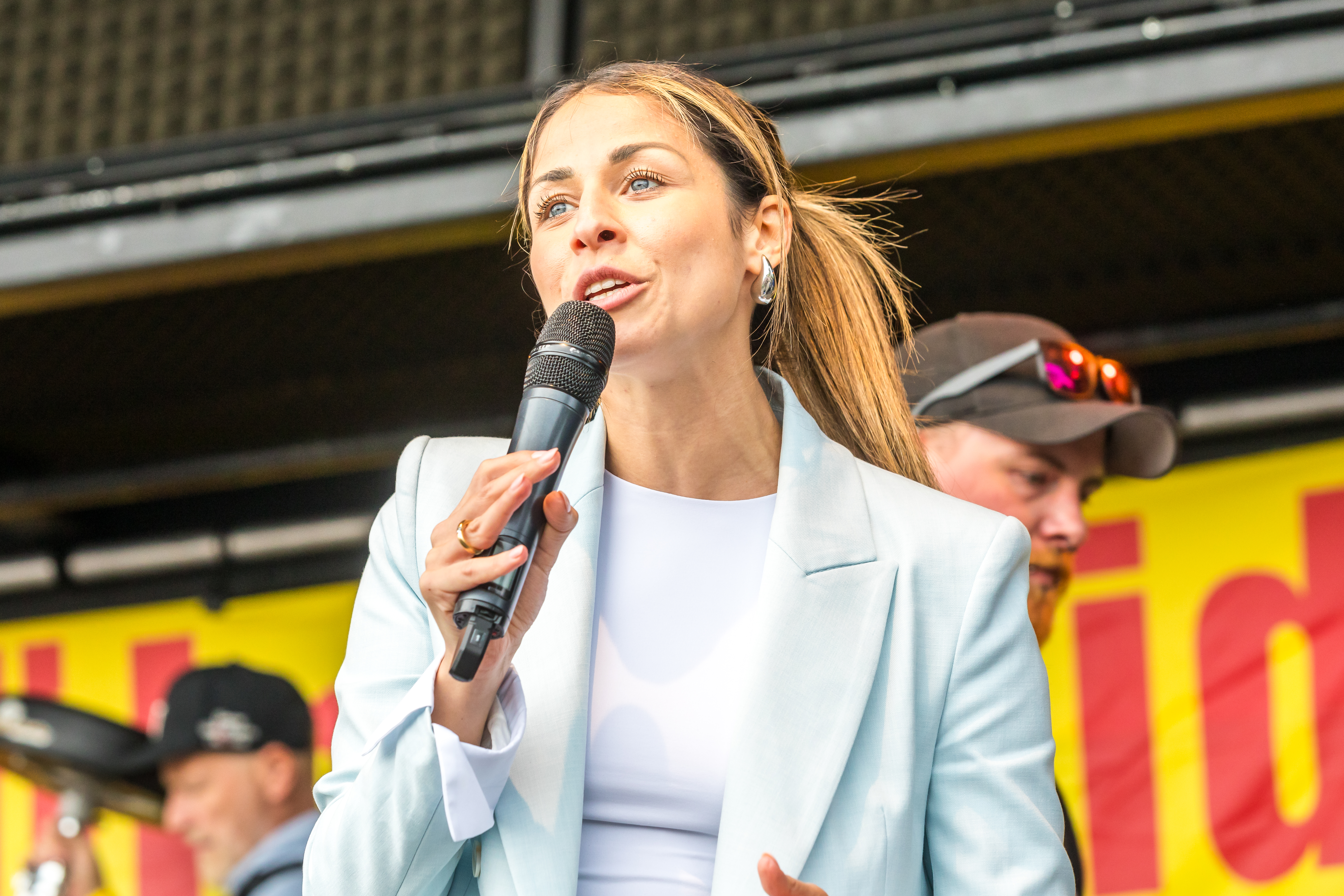
Negah Amiri, Köln 2024

Negah Amiri (persisch نگاه امیری; * 7. September 1993 in Iran) ist eine deutsche Stand-up-Comedienne und Moderatorin. Sie wurde 2023 als beste Nachwuchskünstlerin mit dem Deutschen Comedypreis ausgezeichnet.

## Leben und Karriere

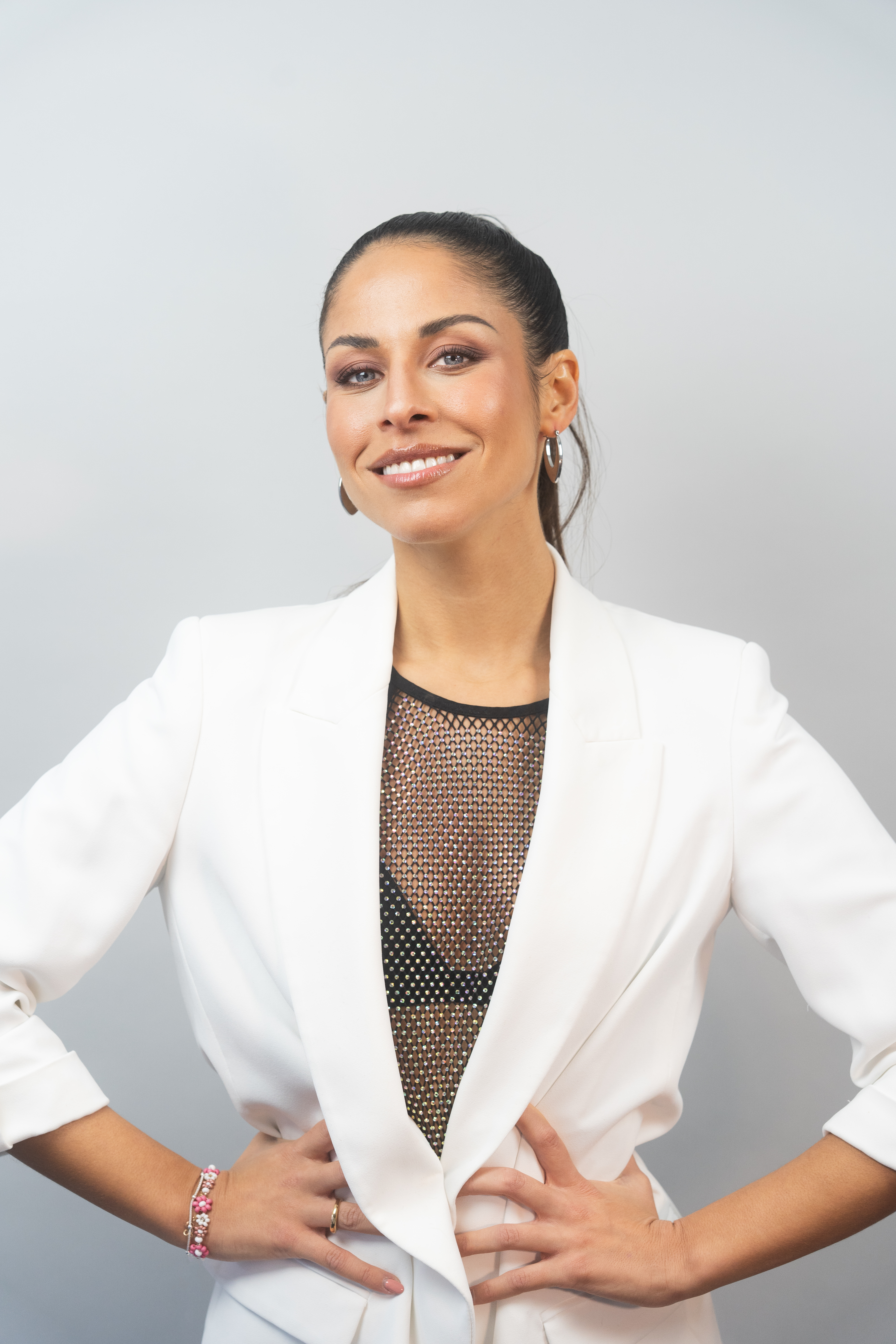
Negah Amiri, 2023

Im Alter von elf Jahren zog die in Sari, einer Stadt in der iranischen Provinz Mazandaran, aufgewachsene Amiri mit ihrer Mutter und ihrem vier Jahre älteren Bruder aus der Islamischen Republik Iran nach Deutschland. Sie wuchs in Wiesbaden auf und machte dort Abitur. Danach studierte sie Angewandte Medien und Media Acting in Frankfurt-Niederrad mit dem Ziel, Fernsehmoderatorin zu werden. Sie begann ein Volontariat bei Radio Frankfurt und moderierte anschließend Sendungen bei Antenne Bad Kreuznach, beendete die Aktivität als Radiomoderatorin jedoch.
Nach ihrem Umzug nach Deutschland erlebte sie als Schülerin nach eigenen Angaben wegen der Ähnlichkeit ihres Vornamens mit dem Wort „Neger“ Rassismus und Mobbing, was sie später in ihren Comedy-Shows verarbeitete. Zunächst nutzte sie dafür Social-Media-Kanäle  und hatte dann Auftritte in Fernsehsendungen wie NightWash und der Faisal-Kawusi-Show.
Zudem veröffentlicht sie in Zusammenarbeit mit MySpass regelmäßig Inhalte auf ihrem YouTube-Kanal. Im April 2021 startete sie mit Paul Wolter den Podcast Cringe Potenzial. Ab Ende 2021 produzierte der Hessische Rundfunk die von ihr moderierte wöchentliche Fernsehshow upDATE mit Negah Amiri. Amiri lebt in Köln.

## Auftritte (Auswahl)
- 2019: NightWash (Sat.1)
- 2019: Comedy Studio Berlin
- 2020: Faisal Kawusi Show (Sat.1)
- 2020: NightWash Live
- 2020: The True Night Show (One)
- 2020: Der hr Comedy Marathon (hr)
- 2021: NightWash Live
- 2021: Strassenstars (hr)
- 2022: 1LIVE Köln Comedy-Nacht XXL (WDR)
- 2022: Die Anstalt (ZDF, Fernsehserie, Folge IRANstalt)
- 2022: ZDF Comedy Sommer, Folge 4[10]
- 2023: Never Ever (WDR)[11]
- 2023: ZDF Comedy Sommer, Folge 2[12]
- 2024: Wer weiß denn sowas XXL (Das Erste)
- 2024: Gefragt – Gejagt XXL (Das Erste)
- 2024: Eltons 12 (RTL)
- 2025: Darts Party (Sport1)

## Auszeichnungen
- 2022: Mindener Stichling (Solo)
- 2023: Deutscher Comedypreis – Beste Newcomerin[13]

## Publikationen
- Was Frauen denken, aber nicht sagen. Yes Publishing, München 2021, ISBN 978-3-96905-070-5.